# Ukraińska Partia Socjal-Demokratyczna
Ukraińska Partia Socjal-Demokratyczna (USDP) – ukraińska partia, powstała wskutek odejścia części członków Ukraińskiej Partii Radykalnej we wrześniu 1899.

## Historia
W 1900 r. uformowała się jako Ukraińska Socjal-Demokratyczna Partia Galicji i Bukowiny, i rozpoczęła wydawanie dwutygodnika „Wolja” (który ukazywał się do 1907).
Pierwszy zjazd partii odbył się w 1903 r. we Lwowie pod przewodnictwem Mykoły Hankewycza i Semena Wityka. Do 1907 r. partia była właściwie sekcją Polskiej Partii Socjalno-Demokratycznej Galicji i Śląska Cieszyńskiego (PPSD) (która z kolei była częścią federacji pod nazwą Socjaldemokratyczna Partia Austrii). Dopiero w tym roku odbyła się konferencja, na której zdecydowano o odłączeniu się i tworzeniu własnych oddziałów partii.
W 1911 r. podzieliła się na dwie frakcje: konserwatywną, kierowaną przez Mykołę Hankewycza i Stepana Wityka, oraz niepodległościową, kierowaną przez Lwa Hankewycza, Wołodymyra Starosolskiego, Porfiriona Buniaka i Iwana Kwasnycię. W wyborach w 1907 r. partia uzyskała 8% głosów i wprowadziła do Reichsratu w Wiedniu dwóch posłów.
W rządzie Zachodnioukraińskiej Republiki Ludowej w latach 1918–1919 partia miała jednego przedstawiciela – Antona Czernećkiego (państwowego sekretarza pracy i opieki społecznej). W rządzie Ukraińskiej Republiki Ludowej w latach 1919–1920 byli: Wołodymyr Temnyckyj, Osyp Bezpałko i Wołodymyr Starosolśkyj.
W 1923 r. lewica partii (Czernećkyj, Parfanowycz, Iwaszko) usunęła z zarządu większość dawnych działaczy. W związku z tym w styczniu 1924 władze polskie zlikwidowały partię i zamknęły wydawane przez nią gazety. Komunistyczni działacze odeszli do Komunistycznej Partii Zachodniej Ukrainy. Mykoła Hankewycz wstąpił do Polskiej Partii Socjalistycznej.
Część działaczy utworzyła stowarzyszenie kulturalno-oświatowe „Robitnycza Hromada”, oraz Grupę „Wpered”. Po odbytym w dniach 8–9 grudnia 1928 zjeździe we Lwowie odtworzyła partię jako partię socjaldemokratyczną. Jej wpływy były jednak nieznaczne. W 1937 prezesem partii został Wołodymyr Starosolski.
Po agresji ZSRR na Polskę we wrześniu 1939, podobnie jak inne legalne partie polityczne II Rzeczypospolitej zawiesiła działalność, chcąc uchronić członków przed represjami sowieckimi.
Jej członkowie wraz z innymi grupami socjalistycznymi utworzyli w 1950 r. na emigracji Ukraińską Partię Socjalistyczną.